# 야서파티구

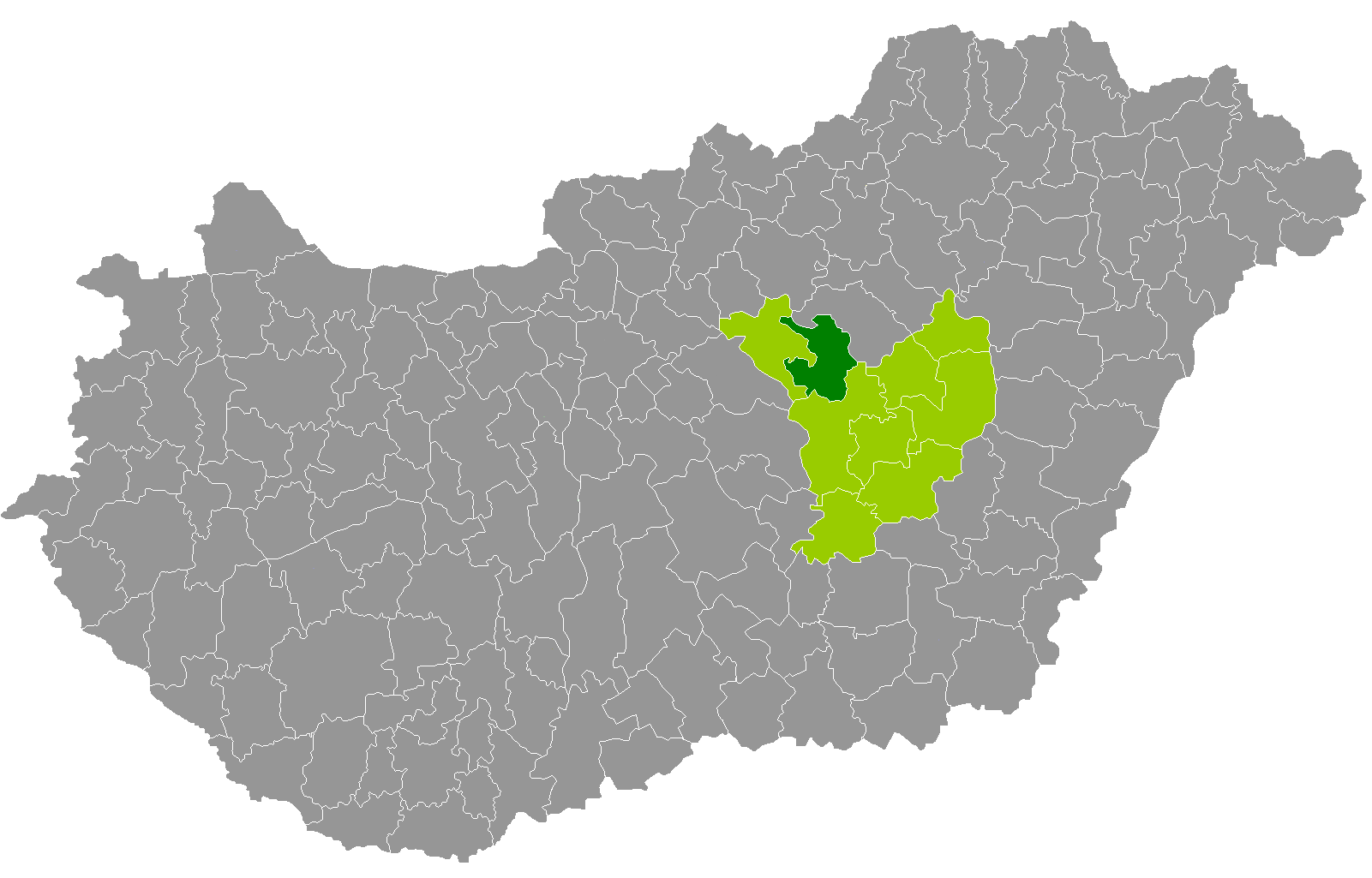
야스너지쿤솔노크주 지도에 표시된 야서파티구의 위치

야서파티구(헝가리어: Jászapáti járás)는 헝가리 야스너지쿤솔노크주에 위치한 구로 구청 소재지는 야서파티이며 면적은 544.45km2, 인구는 33,172명(2011년 기준), 인구 밀도는 61명/km2이다.
북동쪽으로는 헤베시주 헤베시구, 동쪽과 남쪽으로는 솔노크구, 서쪽으로는 야스베레니구와 접한다. 9개 지방 자치체(2개 시, 7개 마을)를 관할한다.

구 문장